# 喬皮漢卡山
10°01′00″S 77°00′09″W / 10.01667°S 77.00250°W
喬皮漢卡山（Chaupijanca），是秘魯的山峰，位於該國北部安卡什大區，由瓦良卡區和瓦斯塔區負責管轄，屬於瓦良卡山脈的一部分，海拔高度5,283米。